# Marco Coltellini
Marco Coltellini est un librettiste d'opéra, né à Montepulciano (Toscane) le 24 mai 1724 et mort à Saint-Pétersbourg en novembre 1777. Il est connu aussi par son activité de typographe et éditeur.

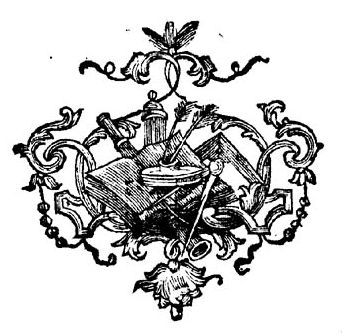
Marque typographique de Coltellini (BEIC)

## Biographie
Marco Coltellini naît le 13 octobre 1719 près de Florence. Il est d'abord actif en Italie puis à Vienne où il arrive en 1758. En 1769 il succède à Metastasio (qui l'estimait beaucoup) en tant que poeta Cesareo. En 1772 il se rend à Saint-Pétersbourg où il meurt en 1777.
Il travaille avec Gluck à Vienne, et contribue au mouvement de réforme de l'opéra, d'abord de l’opera seria, aux côtés de Calzabigi, mais aussi de l’opera buffa, où il remet en cause les figures aristocratiques.

## Quelques collaborations avec les compositeurs
- Telemaco de Gluck (1765)
- Ifigenia in Tauride de Traetta (1767)
- La Finta Semplice de Mozart (d'après Goldoni, 1769)
- La Contessina de Gassmann (également attribué à Calzabigi, 1770)
- L'Infedeltà Delusa de Haydn (1773, livret resté anonyme, publié en recueil en 1783)
- Antigona de Traetta
- Amore et Psiche de Gassmann

## Quelques-unes de ses éditions
- (anonimo, ma Cesare Beccaria) "Dei delitti e delle pene. - 1764 I ed.; 1769 ed. coll'aggiunta del Commentario alla detta opera del signor di Voltaire tradotto da celebre autore. - A Lausanna [i.e. Livorno!,]
- Giorgio Vasari. Vite de' più eccellenti pittori scultori ed architetti. Edizione arricchita di note oltre quelle dell'edizione illustrata di Roma. Livorno, per Marco Coltellini, 1767-1772.
- « Il Gazzettiere Americano contenente un distinto ragguaglio di tutte le parti del nuovo mondo ».
- In Livorno, per Marco Coltellini, 1763 - incisori: Veremondo Rossi, Violante Vanni, Giuseppe Maria Terreni, Nicola Matraini, Carlo Faucci, Antonio Gregori